# 湯田溫泉車站
34°09′35.26″N 131°27′35.47″E / 34.1597944°N 131.4598528°E
湯田溫泉車站（日语：／ Yuda-onsen eki */?）是位於日本山口縣山口市，由西日本旅客鐵道（JR西日本）所經營的鐵路車站。
本站月台為單側式月台，僅單線鐵路通過；過去曾經為雙月台，可雙線通過，但南側軌道已經拆，現僅北側單一月台有在使用。車站屬山口地域鐵道部管理，車站業務則由JR西日本廣島維護負責。
車站位於湯田溫泉附近，距離溫泉街僅約400公尺；車站旁有一由湯田溫泉旅館協會設置的當地代表物白狐狸，高度達八公尺，也成為本車站的象徵。

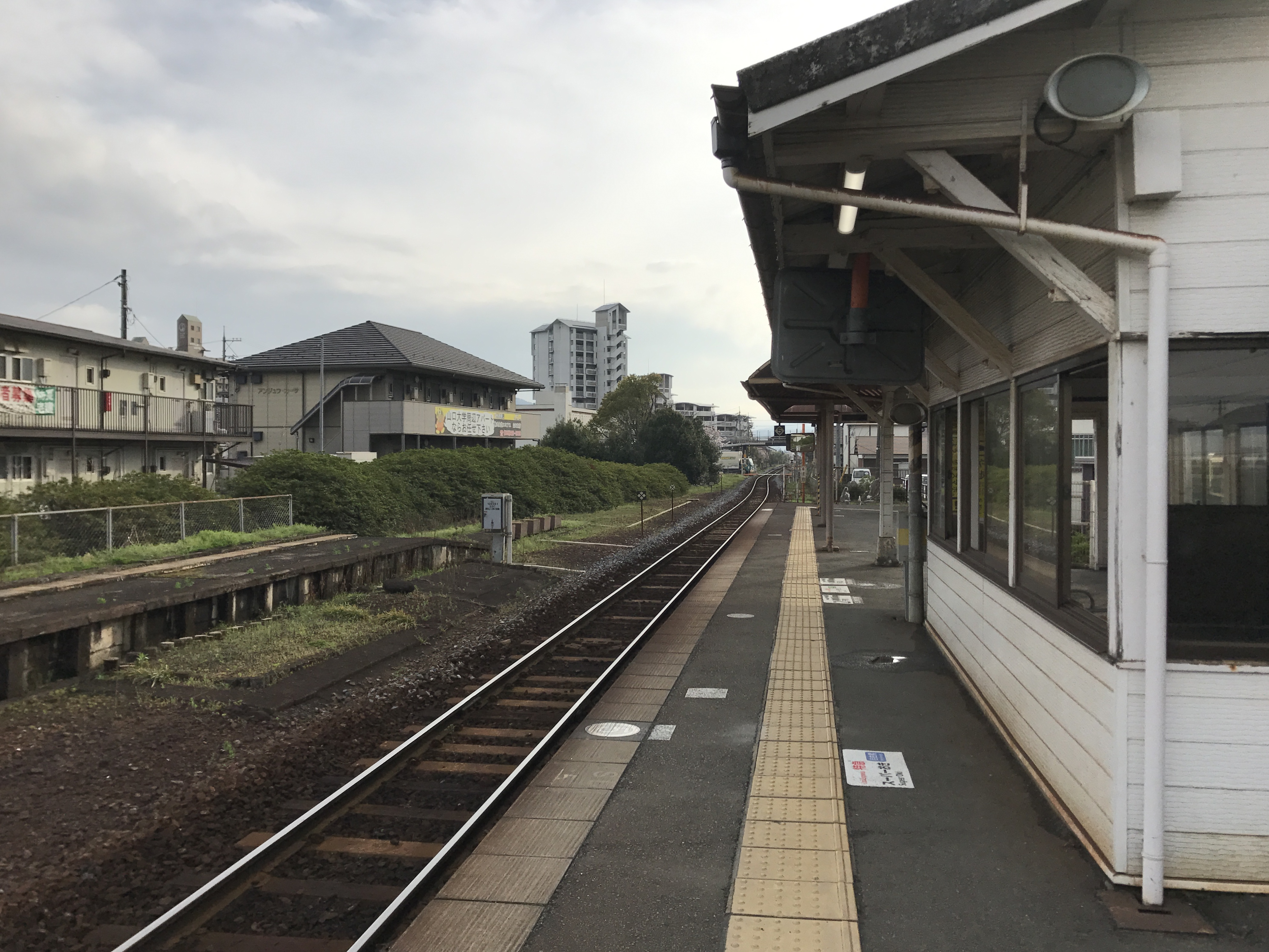
月台(2017年4月)

## 歷史
- 1913年2月20日：山口線小郡車站（現在的新山口車站）至山口車站區間通車，同時本站開始營業，最初名為「湯田車站」。
- 1961年3月20日：改名為「湯田溫泉車站」。
- 1987年4月1日：國鐵分割民營化，改隸屬西日本旅客鐵道。
- 1992年11月：綠色窗口開始營業。

## 相鄰車站
西日本旅客鐵道
■山口線
- 特急「超級隱岐」、快速「SL山口號」停靠站

■快速「通勤Liner」、■普通
矢原－湯田溫泉－山口

## 外部連結
- （日語） 三田車站（JR西日本） （页面存档备份，存于）